# Piers Libaud
Sir Piers Libaud (auch Peter Luband; † März 1316) war ein französischer Ritter.
Piers Libaud stammte aus der südwestfranzösischen Gascogne, die seit dem 13. Jahrhundert im Besitz der englischen Könige war. Während des Ersten Schottischen Unabhängigkeitskriegs kämpfte der Ritter als Söldner auf englischer Seite. Vor 1313 wurde er Sheriff von Edinburgh und Kommandant von Edinburgh Castle. Er musste die Burg im März 1313 an Thomas Randolph übergeben, der mit seinen Männern die Burg in einem nächtlichen Überraschungsangriff erobert hatte. Dann wechselte er die Seiten und kämpfte auf schottischer Seite gegen die Engländer. Nach englischen Berichten verriet er den Überraschungsangriff auf Berwick in der Nacht zum 14. Januar, nach anderen Angaben am 7. Januar 1316, der daraufhin scheiterte. Nach dem Chronisten Thomas Grey hatte der schottische König Robert I. stets Libaud misstraut, weil dieser sich zu offensichtlich den Schotten angeschlossen hatte. Der König glaubte, dass Libaud nur auf eine Chance gewartet hatte, um den Schotten zu schaden, und ließ ihn im März 1316 als Verräter durch Hängen hinrichten. Am 8. März 1316 vergab der König die verwirkten Besitzungen von Libaud in Lothian an Robert Lauder of the Bass.